# 龐霦
龐霦（？年—？年），字象六，號玉笋。南直隸震澤縣人，明末政治人物。

## 生平
崇禎乙亥選拔，崇禎九年（1636年）丙子科應天鄉試第十二名，崇禎十六年（1643年）癸未科進士，崇禎十七年任嘉興府平湖縣知縣。

## 家族
曾祖龐遠，乙丑進士，光禄寺卿。祖父龐秉道，太學生。父龐孔炤。